# Oleksandr Tkačenko (calciatore 1993)
Oleksandr Ihorovyč Tkačenko (in ucraino Олександр Ігорович Ткаченко?; Ukraïnka, 19 febbraio 1993) è un calciatore ucraino, portiere dello Spoje Praga.

## Carriera

### Club
Cresciuto nel settore giovanile della Dinamo Kiev, nel 2013 è stato ceduto al Vorskla. Ha debuttato in prima squadra il 9 agosto 2015 disputando l'incontro di Prem"jer-liha pareggiato 2-2 contro lo Šachtar.

### Nazionale
Ha giocato nella nazionale ucraina Under-19.